# Марийский национальный театр драмы имени М. Шкетана
Марийский национальный театр драмы имени М. Шкетана — старейший театр марийского народа. Здание театра расположено в центре Йошкар-Олы, на площади Ленина.
Художественный руководитель (с 1987 по 2002, с 2018 года) — Василий Пектеев.

## История театра
В 1919 году в переименованном из Царевококшайска в Краснококшайск уездном городе Казанской губернии (ныне Йошкар-Ола) возник первый профессиональный марийский театральный коллектив. 1 ноября 1919 года на базе драмкружка при Ошламучашской школе постановлением Казанского губернского отдела народного образования был создан передвижной театр народа мари. Днём рождения театра принято считать 29 ноября 1919 года — день премьеры драмы Тыныша Осыпа «Закон шумлык» («Виноват закон»).
С 1919 года до 1929 года театр существовал как передвижной.
В 1927 году режиссёр Наум Календер (1901—1958) основал марийскую студию музыкально-драматического искусства. Состоялся первый набор, на обучение зачислили 18 человек. 23 октября 1929 года состоялся первый выпуск студии. При этом студия была официально реорганизована в Марийский государственный драматический театр. Возглавлявший студию Н. И. Календер был назначен художественным руководителем театра. 15 выпускников студии стали труппой театра.
В 1934 году режиссёром театра был назначен Н. Д. Станиславский (1905—1970). Он поставил спектакль по пьесе А. Н. Островского «Гроза» на марийском языке в переводе Сергея Чавайна.
В 1937—1938 годах многие работники театра стали жертвами массовых политических репрессий. От действий НКВД по Марийской АССР погибли А. Маюк-Егоров, Йывана Кырла, А. Филиппова, В. Якшова, П. Карпова, П. Мусаевой, А. Ложкина, А. Мамуткина, З. Белкина, А. Янаева и другие, обвинённые в причастности к националистической контрреволюционной организации. 31 октября 1937 года сотрудники НКВД Марийской АССР расстреляли 12 известных деятелей театрального искусства. 11 ноября 1937 года был расстрелян Сергей Чавайн.
В августе 1941 года из-за начавшейся войны Марийский государственный театр был преобразован в передвижной театр и переведён в посёлок Новый Торъял.
29 ноября 1948 года постановлением Совета Министров МАССР Марийскому государственному театру было присвоено имя М. Шкетана.
В 1956 году был посмертно реабилитирован Сергей Григорьевич Чавайн, что повлекло за собой возвращение на сцену его пьес «Мӳкш отар», «Акпатыр», «Марий рото».
В 1992 году Маргостеатр им. М. Шкетана был переименован в Марийский национальный театр им. М. Шкетана.
В 1998 году Марийский национальный театр был удостоен Международного театрального приза «Золотая пальма».
В 2002 году Марийский национальный театр им. М. Шкетана был реорганизован в Марийский национальный театр драмы им. М. Шкетана.
В 2019 году Марийский национальный театр им. М. Шкетана порадовал зрителей обновлёнными интерьерами.

## Актёры
В составе труппы:
- заслуженный артист России, народный артист РМЭ Василий Валерианович Домрачев, артист театра и кино, режиссёр;
- заслуженные артисты России: Кузьминых Олег Елизарович, Медикова Маргарита Егоровна, Смирнов Иван Викентьевич;
- народные артисты РМЭ: Антонова Антонина Алексеевна, Макарова Раисия Васильевна, Строганова Светлана Васильевна, Харитонова Ольга Федотовна;
- заслуженные артисты РМЭ (МАССР): Алексеев Роман Юрьевич, Алексеев Юрий Валерьевич, Бирюков Александр Васильевич, Бусыгин Андрей Витальевич, Данилов Сергей Ксенофонтович, Егошина Алина Николаевна, Почтенева Марина Георгиевна[4], Сандакова Светлана Викторовна, Сергеев Евгений Аркадьевич.

## Актёры прошлых лет
- Бурлаков, Виктор Дмитриевич (1927—2010), народный артист РСФСР.
- Бояринова Вера Ильинична (1924—1996), заслуженный работник культуры Марийской АССР.
- Волков, Арсений Афанасьевич (1923—1994), заслуженный деятель искусств Марийской АССР.
- Григорьев Тимофей Григорьевич (1908—1989), заслуженный артист РСФСР.
- Кириллова, Сарра Степановна (1932–2004), народная артистка Республики Марий Эл.
- Копцев Геннадий Романович (1942—1994), заслуженный артист РСФСР.
- Коршунов, Константин Максимович (1929—2007), заслуженный работник культуры РСФСР, заслуженный артист Марийской АССР.
- Кузьминых, Степан Иванович (1918—1990), народный артист РСФСР.
- Матвеев, Иван Сергеевич (1925—1994), заслуженный артист РСФСР.
- Михайлова, Мария Михайловна (1920—2001), заслуженная артистка РСФСР.
- Никитин, Иван Семёнович (1930—2009) — народный артист Марийской АССР.
- Пушкин, Георгий Максимович (1907—1993), заслуженный артист РСФСР.
- Регеж-Горохов, Василий Михайлович (1937—2022), заслуженный артист РСФСР.
- Романова, Майя Тимофеевна (1927—2014), заслуженная артистка РСФСР.
- Россыгин, Илья Иванович (1918—1962), народный артист Марийской АССР.
- Руссина, Римма Арсентьевна (1931—2000), народная артистка Марийской АССР.
- Рязанцев, Юрий Иванович (1940—1993), народный артист Марийской ССР.
- Савельев, Сергей Иванович (1911—1980), заслуженный артист РСФСР, заслуженный деятель искусств Марийской АССР.
- Савинов Эчан (1896—1942), актёр, драматург.
- Смирнова, Прасковья Алексеевна (1909—1947) — народная артистка Марийской АССР.
- Страусова, Анастасия Гавриловна (1905—1982), заслуженная артистка РСФСР, народная артистка Марийской АССР.
- Тихонова, Анастасия Тихоновна (1909—1987), заслуженная артистка РСФСР.
- Харитонова, Ольга Федотовна (1947—2021), народная артистка Республики Марий Эл.
- Чавайн, Галина Сергеевна (1925—1985), заслуженный работник культуры РСФСР.
- Якаев Иван Тарасович (1912—1982), заслуженный артист РСФСР.

## Основные спектакли театра
Репертуар (1919—2004) с датой премьеры:
| - 29 ноября 1919 — «Из-за закона» (О. Тыныш) - декабрь 1919 — «Жизнь наизнанку» (И. Беляев, И. Белков) - 1920 — «Сиротка» (А. Конаков) - 1920 — «Учёный сын» (И. Беляев) - Март 1921 — «Автономия» (С. Чавайн) - Январь 1922 — «Дикая утка» (С. Чавайн) - 1922 — «Мятежный Ермак» (С. Чавайн) - 1922 — «Два попа» (О. Тыныш) - Октябрь 1922 — «Сардай» (М. Шкетан) - Март 1923 — «Эх, родители!..» (М. Шкетан) - 1923 — «Ямблатов мост» (С. Чавайн) - Март 1924 — «Весна победила» (М. Шкетан) - 1928 — «Пасека» (С. Чавайн) - 1929 — «Кугуяр» (С. Чавайн) - 1929 — «Повороты жизни» (О. Шабдар) - 7 ноября 1929 — «Живая вода» (С. Чавайн) - 20 марта 1930 — «Ярость» (Е. Яновский) - 1931 — «Коршун» (П. Пайдуш) - 1932 — «Лесной завод» (С. Чавайн) - 1933 — «Урожай» (М. Шкетан) - 1933 — «Кривоносый лапоть» (М. Шкетан) - 1934 — «Марийская рота» (С. Чавайн) - 21 марта 1935 — «Акпатыр» (С. Чавайн) - Май 1936 — «Слава» (В. Гусев) - 5 марта 1936 — «Клад» (С. Чавайн) - 5 апреля 1938 — «Салика» (С. Николаев) - 7 ноября 1938 — «18-й год» (С. Николаев) - 10 ноября 1939 — «Месть» (Н. Иванов) - 1939 — «Вражий след» (Г. Ефруш) - 7 апреля 1940 — «Воды текут» (С. Николаев) - Октябрь 1940 — «Земля» (Н. Вирта) - 16 января 1941 — «Новые плоды» (С. Николаев) - 21 июня 1941 — «Лейтенант Огнев» (С. Николаев) - 9 июля 1942 — «Девушка в шинели» (С. Николаев) - 1943 — «Москвичка» (В. Гусев) - 1 мая 1944 — «Чёрный волк» (Н. Арбан) - 9 июня 1944 — «На берегу Илети» (С. Николаев) - 2 декабря 1944 — «Асан и Кансыл» (И. Смирнов) - 1946 — «Сирень цветёт» (Н. Арбан) - 22 июня 1946 — «Сердце девичье» (Н. Арбан) - 1947 — «Далеко от Сталинграда» (А. Суров) - 23 ноября 1947 — «День рождения» (С. Николаев) - 1947 — «Жаркое лето» (Ф. Кравченко) - 7 мая 1948 — «Летняя ночь» (Н. Арбан) - 23 мая 1948 — «Айвика» (С. Николаев) - 9 января 1949 — «Муть прошлого» (М. Шкетан) - 18 февраля 1949 — «В родном селе» (А. Волков) - 1 апреля 1949 — «Лапчык Харитон», «Две с половиной свадьбы», «Кривоносый лапоть» (М. Шкетан) - 9 апреля 1949 — «Когда волнуется сердце» (К. Исаков) - 21 мая 1949 — «В одном городе» (А. Софронов) - 5 ноября 1919 — «Счастье» (П. Павленко) - 1 октября 1950 — «Жизнь зовёт» (А. Волков) - 17 ноября 1950 — «В дубраве» (Н. Потапов) - 22 июня 1951 — «Земля цветёт» (С. Николаев) - 13 мая 1952 — «Оляна» (Н. Арбан) - 19 сентября 1952 — «Ксения» (А. Волков) - 5 октября 1952 — «Зарево» (С. Николаев) - 8 февраля 1953 — «Честь семьи» (Г. Мухтаров) - 19 апреля 1953 — «Земной рай» (О. Васильев) - 1 ноября 1953 — «Новая песня» (Н. Арбан) - 10 апреля 1954 — «Доброе утро» (Й. Ялмарий) - 30 мая 1954 — «В лесу» (Н. Ильяков, Г. Матюковский) - 19 марта 1955 — «Поддубенские частушки» (С. Антонов) - 13 мая 1955 года — «Сердце девичье» (А. Волков) - 12 октября 1955 — «Летние вечера» (В. Леканов) - 11 февраля 1956 — «Тени прошлого» (Н. Арбан) - 7 апреля 1956 — «Счастье надо беречь» (Й. Ялмарий) - 22 апреля 1956 — «На перепутье» (А. Михайлов) - 16 марта 1957 — «Выйди, выйди за Ивана» (Н. Айзман) - 10 мая 1957 — «Медвежий лог» (М. Кильчичаков) - 14 декабря 1957 — «Иосиф Макаров» (Н. Ильяков) - 10 мая 1958 — «Сват и сваха» (Н. Арбан) - 14 марта 1959 — «Пятеро друзей» (Й. Ялмарий) - 16 мая 1959 — «Голубой цветок» (В. Иванов) - 23 января 1960 — «Двадцать свадеб в год» (Ю. Петухов) - 6 апреля 1960 — «Братья» (М. Рыбаков) - 13 мая 1960 — «На жизненном пути» (К. Коршунов) - 18 ноября 1960 — «Большая волна» (С. Николаев) - 8 апреля 1961 — «Асан и Кансыл» (И. Смирнов) - 22 сентября 1961 — «Подруга жизни» (А. Волков) - 2 декабря 1961 — «Мякина летит в сторону» (П. Эсеней) - 24 февраля 1962 — «В одной бригаде» (З. Ганина) - 18 сентября 1962 — «У Чёртова оврага» (М. Рыбаков) - 14 декабря 1962 — «Свадебные блины» (А. Волков) - 11 октября 1963 — «Новые плоды» (С. Николаев) - 27 октября 1963 — «В стороне от жизни» (Н. Арбан) - 10 марта 1964 — «Весенний ветер» (А. Волков) | - 16 марта 1964 — «Новая песня» (Н. Арбан) - 15 мая 1964 — «Горит огонь» (Й. Ялмарий) - 9 октября 1964 — «Прерванная мелодия» (К. Коршунов) - 19 февраля 1965 — «Элнет» (С. Чавайн) - 14 мая 1965 — «Старый друг» (М. Рыбаков) - 15 октября 1965 — «Белая лебедь» (В. Бояринова) - 17 октября 1965 — «В дураках остались» (М. Кропивницкий) - 11 марта 1966 — «Сердце матери» (С. Кайтов) - 16 апреля — «Родная земля» (К. Коршунов) - 8 октября 1966 — «Женихи» (А. Волков) - 10 апреля 1967 — «Суета» (М. Рыбаков) - 12 мая 1967 — «Клятвенная берёза» (А. Асаев) - 14 октября 1967 — «Эренер» (М. Шкетан) - 15 декабря 1967 — «Когда цветёт черёмуха» (А. Волков) - 20 марта 1968 — «Грозовое зарево» (К. Коршунов) - 18 октября 1968 — «Белый цветок» (Н. Арбан) - 22 ноября 1968 — «Живая вода» (С. Чавайн) - 24 января 1969 — «Солдатка» (М. Рыбаков) - 24 мая 1969 — «Счастливые клёны» (П. Эсеней) - 21 ноября — «Алдиар» (А. Волков) - 28 декабря 1969 — «Встреча» (Г. Трифонов) - 20 февраля 1970 — «Хлеб» (М. Рыбаков) - к апреля 1970 — «Крысы появляются ночью» (И. Маркелов) - 18 декабря 1970 — «Ануш» (М. Майн) - 6 марта 1971 — «Синяя птица» (в. Регеж-Горохов) - 24 декабря 1971 — «Железная сила» (Н. Лекайн) - 1 ноября 1972 — «Онтон» (М. Рыбаков) - 25 февраля 1973 — «Кориш» (О. Шабдар) - 24 апреля 1973 — «Соперницы» (А. Волков) - 12 апреля 1974 — «В субботу в баню» (П. Эсеней) - 15 ноября 1974 — «Честь комиссара» (С. Николаев) - 19 ноября 1974 — «Схватка» (В. Иванов) - 7 мая 1975 — «Моркинские напевы» (М. Рыбаков) - 17 ноября 1975 — «Аксар и Юлавий» (К. Коршунов) - 21 января 1977 — «А над головой ясное небо» (З. Каткова) - 1 мая 1977 — «Майра из Шайры» (М. Рыбаков) - 6 ноября 1977 — «Грозовое зарево» (К. Коршунов) - 25 декабря 1977 — «На берегу Волги» (С. Иванов) - 11 февраля 1978 — «Юность поэта» (А. Асаев) - 16 января 1979 — «Песня предков» (В. Регеж-Горохов) - 28 мая 1979 — «Кому улыбается солнце» (П. Эсеней) - 13 октября 1979 — «Овда» (В. Бояринова) - 14 февраля 1980 — «Дикий мёд» (М. Рыбаков) - 25 октября 1980 — «Озорная женщина» (А. Волков) - 16 мая 1981 — «Ольош» (С. Иванов) - 27 ноября 1982 — «Суд зверей» (П. Эсеней) - 23 декабря 1982 — «Посторонний» (К. Коршунов) - 26 марта 1983 — «Счастливая звезда» (А. Волков) - 7 января 1984 — «Венгерская рапсодия» (М. Рыбаков) - 20 октября 1984 — «Грех» (В. Регеж-Горохов) - 3 февраля 1985 — «Корова не потерялась» (В. Абукаев) - 12 октября 1985 — «Золотая медаль» (И. Шамякин) - 15 октября 1985 — «Переполох» (М. Рыбаков) - 18 января 1986 — «Хозяйка» (М. Рыбаков) - 11 октября 1986 — «Кто виноват?» (А. Николаева) - 14 февраля 1987 — «Ты помнишь, Эллиса?» (К. Коршунов) - 28 января 1988 — «Приданое для сына» (М. Рыбаков) - 7 апреля 1988 — «Долг сердца» (К. Коршунов) - 31 января 1989 — «Савик» (Н. Игнатьев) - 22 октября 1989 — «Хвост кометы» (В. Регеж-Горохов) - 24 октября 1989 — «Кукушка» (Л. Яндаков) - 14 ноября 1989 — «Меч Онара» (М. Рыбаков) - 19 января 1990 — «Похмелье» (М. Рыбаков) - 28 ноября 1990 — «Как похищают красавиц» (Б. Аппаев) - 25 января 1991 — «Тётушка Прасковья дочку замуж выдаёт» (А. Чебанов) - 16 апреля 1991 — «Кружевница» (М. Рыбаков) - 17 октября 1991 — «Цветочки-ягодки» (В. Ткачёв) - 16 апреля 1992 — «Золотая свадьба» (В. Регеж-Горохов) - 15 октября 1992 — «Шёлковые качели» (Ю. Байгуза) - 12 марта 1994 — «Переполох в Пусаксоле» (Л. Яндаков) - 8 мая 1994 — «Блеск монет» (В. Пектеев, Ю. Байгуза) - 4 февраля 1995 — «Покаяние» (С. Элембаева) - 16 октября 1995 — «Царь Осот» (Л. Яндаков) - 30 октября 1995 — «Непогребённые» (Е. Семёнов) - 26 января 1996 — «Ой, куница играет…» (А. Пудин) - 6 марта 1996 — «Храни меня, мой светлый Бог!..» (А. Иванова) - 5 декабря 1977 — «Несужденная судьба» (К. Коршунов) - 25 января 1998 — «Заря над пропастью» (Ю. Байгуза) - 20 февраля 1998 — «Сапожник» (Н. Арбан) - 30 апреля 1998 — «Песня старой девы» (В. Филиппов) - 28 апреля 2000 — «Крестница» (Ю. Байгуза) - 15 февраля 2002 — «Золотая утка» (Ю. Байгуза, В. Пектеев) - 17 апреля 2002 — «Герань — цветок разлуки» (ф. Буляков) - 25 октября 2002 — «Под солнцем светлым» (В. Абукаев-Эмгак) - 27 декабря 2002 — «Любовь? Любовь! Любовь…» (Л. Яндаков) - 26 декабря 2003 — «Белый цвет борщевика» (З. Долгова) - 29 апреля 2004 — «Часы с кукушкой» (В. Абукаев-Эмгак) |

Спектакли театра:
| - Шкетан (Г. Гордеев) - Дочь Бога - Овраг (З. Долгова) - Старший сын (А. Вампилов) | - Святое дело (Ф. Буляков) - Железная женщина (Ш. Башбеков) - Лесная сказка (В. Домрачев) - Женись, сынок, женись (А. Попов) | - Развод по-марийски (М. Илибаева) - Снегурушка (М. Бартенев) - Баба Шанель (Н. Коляда) - Русский секрет | - Поминки по свинье (Г. Гордеев) - Млечный путь (В. Абукаев-Эмгак) - Банный день (А. Тарасов) - Любовь людей (Д. Богославский) |